# Brandi Harvey-Carr
Brandi Harvey-Carr (ur. 16 września 1994) – amerykańska koszykarka występująca na pozycji środkowej, obecnie zawodniczka Kircicegi Bodrum.
26 lipca 2017 została zawodniczką Cosinus Widzewa Łódź. 29 września 2018 dołączyła do tureckiego Kircicegi Bodrum.

## Osiągnięcia
Stan na 28 lipca 2017, na podstawie, o ile nie zaznaczono inaczej.
NCAA
- Uczestniczka:
  - rozgrywek Sweet Sixteen turnieju NCAA (2014, 2016)
  - II rundy turnieju NCAA (2014–2017)
- Mistrzyni:
  - turnieju konferencji Big East (2014, 2015)
  - sezonu regularnego Big East (2014–2017)